# 10 mei
10 mei is de 130e dag van het jaar (131ste dag in een schrikkeljaar) in de gregoriaanse kalender. Hierna volgen nog 235 dagen tot het einde van het jaar.

## Gebeurtenissen
- Algemeen
  - 1932 - Het Wilhelmus wordt het Nederlandse volkslied.
  - 1940 - Om 01:40 vindt te Roermond het eerste vuurgevecht van de Tweede Wereldoorlog op Nederlandse bodem plaats, de Duitse aanval op Nederland begint. De gezant van Duitsland Julius Graf von Zech-Burkersroda reikt om 6:00 's ochtends de verklaring van bezetting uit aan de minister van Buitenlandse Zaken Eelco van Kleffens. Hiermee vervalt de Nederlandse neutraliteit en wordt het leger in stelling gebracht. België wordt ook onaangekondigd aangevallen, het begin van de achttiendaagse veldtocht.
  - 1994 - In de Amerikaanse staat Illinois wordt seriemoordenaar John Wayne Gacy geëxecuteerd voor de moord op 33 jonge mannen en jongens.
  - 1995 - De gemeente Amersfoort verzoekt het rijk en de provincie Utrecht om ruim 130 miljoen gulden aan extra steun voor de bouw van 6.700 Vinex-woningen in de wijk Vathorst.
  - 1997 - Iran - In het gebied nabij de Afghaanse grens vallen 1600 doden bij een beving met een kracht van 7,1 op de schaal van Richter.
  - 2002 - Begrafenis van de Nederlandse politicus Pim Fortuyn, die vier dagen eerder vermoord werd.
  - 2024 - Door een botsing van een personentrein met een goederenwagon in de buurt van de wijk Palermo in de Argentijnse hoofdstad Buenos Aires raken zeker 90 mensen gewond.[1]
  - 2024 - Een hevige stofstorm met windsnelheden tot 90 km/u, veroorzaakt door een lagedrukgebied boven de deelstaat Rajasthan in combinatie met oostelijke winden en hoge temperaturen, treft de Indiase stad Delhi en het omliggende gebied. Het natuurverschijnsel eist zeker drie doden en 23 mensen raken gewond, daarnaast is er schade aan de infrastructuur.[2]
- Economie
  - 1995 - Kabelfabrikant Draka moet drastisch reorganiseren. Het bedrijf dat in 1994 door overnames sterk in omvang groeide, trekt 70 miljoen gulden uit voor saneringen van dochterondernemingen buiten Nederland.
  - 1995 - Dagbladuitgever Perscombinatie (de Volkskrant, Het Parool en Trouw) wil een meerderheidsbelang in tv-station AT5, zo kondigt het bedrijf aan. Sinds begin 1992 heeft Perscombinatie al een belang van 50 procent in de Amsterdamse lokale zender.
  - 1995 - De regering van Japan aanvaardt een aanvullende begroting van 2,73 biljoen yen (ruim 50 miljard gulden) die de kwakkelende economie nieuwe impulsen moet geven.
  - 2013 - De grootste platinaproducent ter wereld, Anglo American Platinum (Amplats), is van plan zesduizend banen te schrappen bij zijn mijnen in Zuid-Afrika.
- Gezondheid
  - 1995 - Het ebolavirus heeft in de Zaïrese stad Kikwit aan zeker honderd mensen het leven gekost, aldus de Wereldgezondheidsorganisatie (WHO) van de Verenigde Naties.
- Muziek
  - 1954 - Bill Haley & His Comets brengen Rock Around the Clock uit, de eerste rock-'n-roll-single die op nummer 1 in de hitparades komt te staan.[3]
  - 2014 - Oostenrijk wint het 59e Eurovisiesongfestival met Conchita Wurst en het lied Rise Like a Phoenix. Nederland wordt tweede met het lied Calm after the storm van The Common Linnets, de hoogst behaalde uitslag sinds 1975.[4]
- Oorlog
  - 1871 - Met het afsluiten van de Vrede van Frankfurt wordt de Frans-Pruisische Oorlog officieel beëindigd.
  - 1940 - Tweede Wereldoorlog: Nazi-Duitsland valt België, Nederland en Luxemburg binnen.
  - 1940 - Tweede Wereldoorlog: Winston Churchill wordt premier van het Verenigd Koninkrijk.
  - 1941 - Tweede Wereldoorlog: Staking van meer dan 100.000 arbeiders in Luik, geleid door Julien Lahaut, georganiseerd door het onafhankelijkheidsfront.
  - 2009 - Bij gevechten tussen milities in Somalië vallen ten minste vijftig doden.
- Politiek
  - 1291 - Schotse edelen respecteren de autoriteit van koning Eduard I van Engeland.
  - 1556 - Bernhard van Nassau-Beilstein wordt opgevolgd door zijn neef Johan III.
  - 1774 - Lodewijk XVI wordt koning van Frankrijk.
  - 1872 - Victoria Woodhull wordt de eerste vrouw die wordt genomineerd voor president van de Verenigde Staten.
  - 1877 - Roemenië verklaart zichzelf onafhankelijk van het Ottomaanse Rijk, dit wordt op 26 maart 1881 doorgevoerd na het einde van de Roemeense burgeroorlog.
  - 1924 - J. Edgar Hoover wordt aangesteld als hoofd van het Federal Bureau of Investigation.
  - 1933 - Honderden Hitler-aanhangers verbranden 'on-Duitse' en 'decadente' in beslag genomen boeken op de Berlijnse Opernplatz.
  - 1981 - Verkiezing van François Mitterrand tot president van Frankrijk. Hij verslaat de zittende president Valéry Giscard d'Estaing met 51,8 tegen 48%.
  - 1994 - Nelson Mandela wordt beëdigd als eerste zwarte president van Zuid-Afrika.
  - 2006 - Verkiezing van Giorgio Napolitano tot elfde president van Italië.
  - 2014 - Het Zuid-Afrikaanse leger maakt een einde aan gewelddadige protesten in een wijk in Johannesburg.
  - 2015 - De grootste Zuid-Afrikaanse oppositiepartij Democratische Alliantie (DA) kiest haar eerste zwarte leider: de 34-jarige Mmusi Maimane volgt Helen Zille op.
- Recreatie
  - 1978 - De Efteling opent de attractie Spookslot.
- Religie
  - 1865 - Goedkeuring van de Congregatie van de Zonen van de Onbevlekte Maria of Paters van Chavagnes door Paus Pius IX.
  - 1869 - Goedkeuring van de Congregatie van de Religieuzen van Sint Vincentius a Paolo door paus Pius IX.
  - 1987 - Zaligverklaring van Andrea Carlo Ferrari (1850-1921), Italiaans kardinaal-aartsbisschop van Milaan, door Paus Johannes Paulus II.
  - 1989 - Benoeming van Tadeusz Kondrusiewicz tot rooms-katholiek apostolisch administrator van Minsk in Wit-Rusland.
  - 1998 - Zaligverklaring van twaalf Spaanse vrouwelijke religieuzen die in 1936 tijdens de Spaanse Burgeroorlog zijn gefusilleerd, een andere Spaanse religieuze en een Libanese priester in Rome door paus Johannes Paulus II.
  - 2000 - Benoeming van de Nederlander Johannes te Maarssen tot bisschop van Kundiawa in Papoea-Nieuw-Guinea.
- Sport
  - 1966 - Oprichting van de Chileense voetbalclub Lota Schwager na een fusie tussen Minas Lota en Federico Schwager.
  - 1967 - Oprichting van de Alkmaar Zaanstreek-combinatie (AZ '67), de voorloper van het huidige AZ, na een fusie tussen Alkmaar '54 en FC Zaanstreek.
  - 1973 - Oprichting van de Braziliaanse voetbalclub Associação Chapecoense de Futebol.
  - 1987 - Nederland eindigt met zes medailles, waaronder twee gouden, als derde in het medailleklassement bij de eerste EK judo, waar zowel mannen als vrouwen aan deelnemen.
  - 1990 - Als eerste Belg in de geschiedenis bereikt Rudy Van Snick de top van de Mount Everest.
  - 2006 - Finale UEFA Cup werd gehouden in het Nederlandse Philips Stadion van PSV. Sevilla FC won met 0-4 van Middlesbrough FC.
  - 2016 - Laatste wedstrijd in het Oude stadion van West Ham; Boleyn Ground. West Ham United verslaat Manchester United met 3-2, en verlaat zo Boleyn Ground na 112 jaar met een overwinning.
  - 2024 - Voetbalclub FC Groningen promoveert na een seizoen afwezigheid weer naar de Eredivisie door een 2-0 overwinning op Roda JC. De club uit Kerkrade kan ook nog promotie afdwingen door goed te presteren in de play-offs.[5]
- Wetenschap en technologie
  - 1503 - Christoffel Columbus ontdekt de Kaaimaneilanden en hij noemt ze Las Tortugas omdat er veel zeeschildpadden zijn.
  - 1860 - Ontdekking van cesium door Robert Bunsen en Gustav Kirchhoff.
  - 1967 - De vleugelloze M2-F2 Lifting Body, een onderzoeksvliegtuig van NASA, stort neer bij het Dryden Flight Research Center in Californië door een menselijke fout. De piloot Bruce Peterson raakt daarbij zwaargewond maar overleeft het incident wel.[6]
  - 1997 - Koningin Beatrix stelt de Maeslantkering officieel in gebruik: de Deltawerken zijn voltooid.

## Geboren

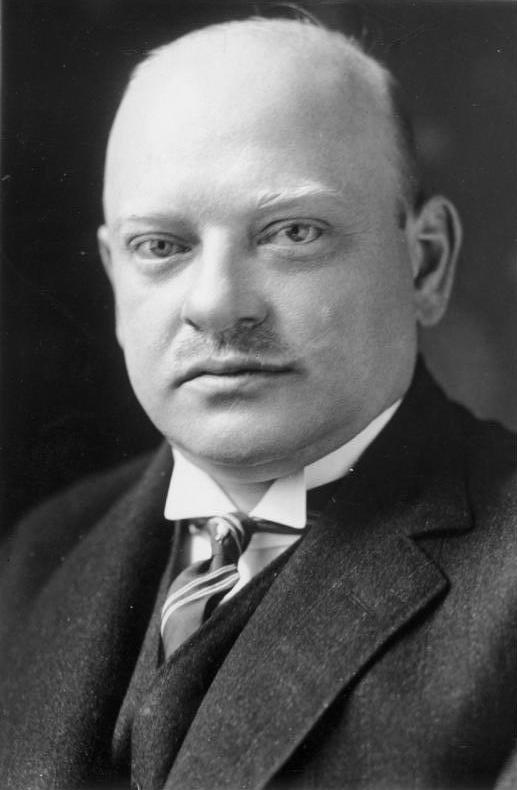
Gustav Stresemann
geboren in 1878

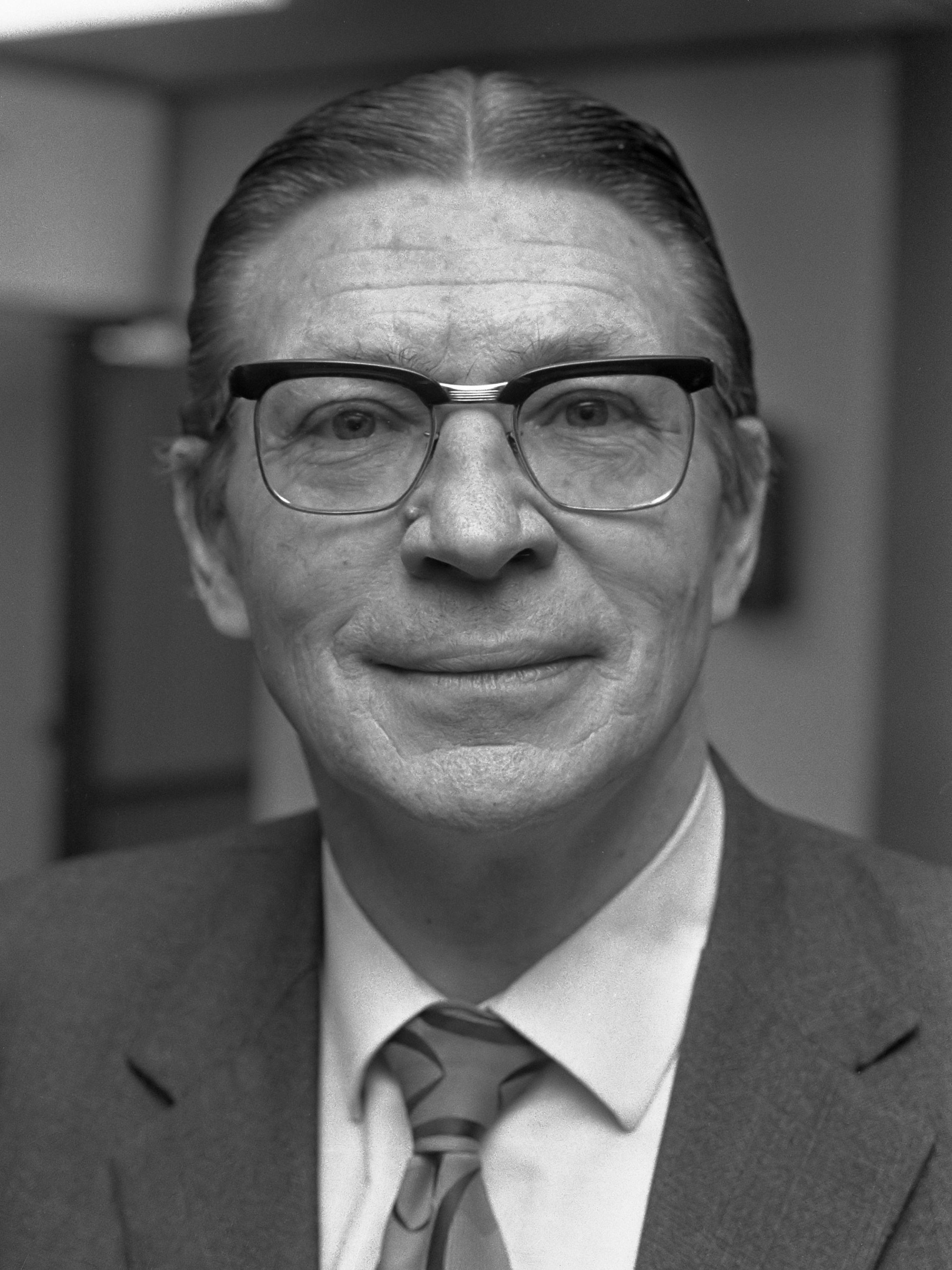
Beyers Naudé
geboren in 1915

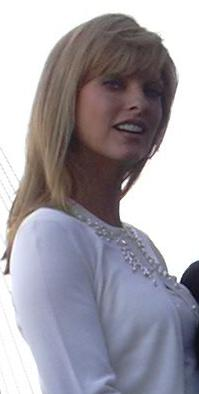
Linda Evangelista
geboren in 1965

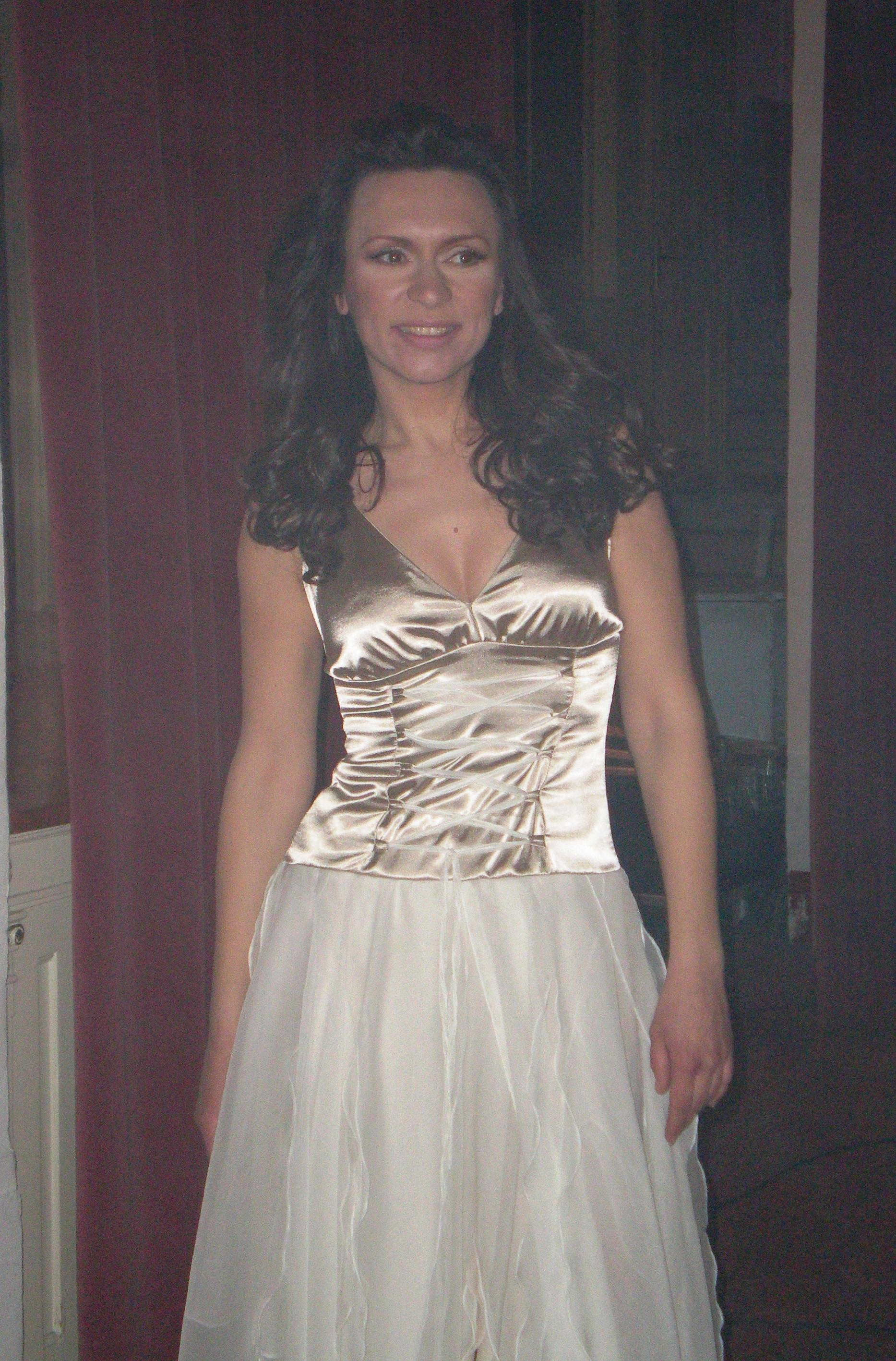
Emilija Kokić,
geboren in 1968

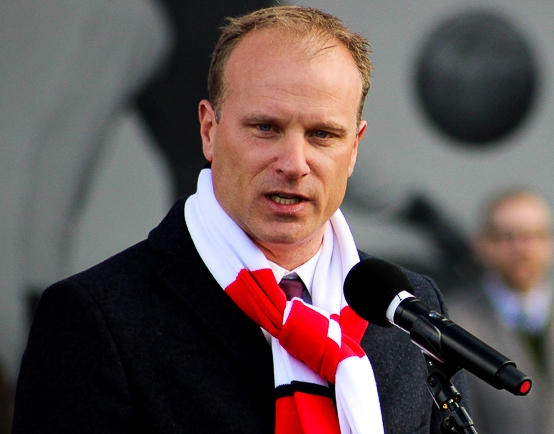
Dennis Bergkamp,
geboren in 1969

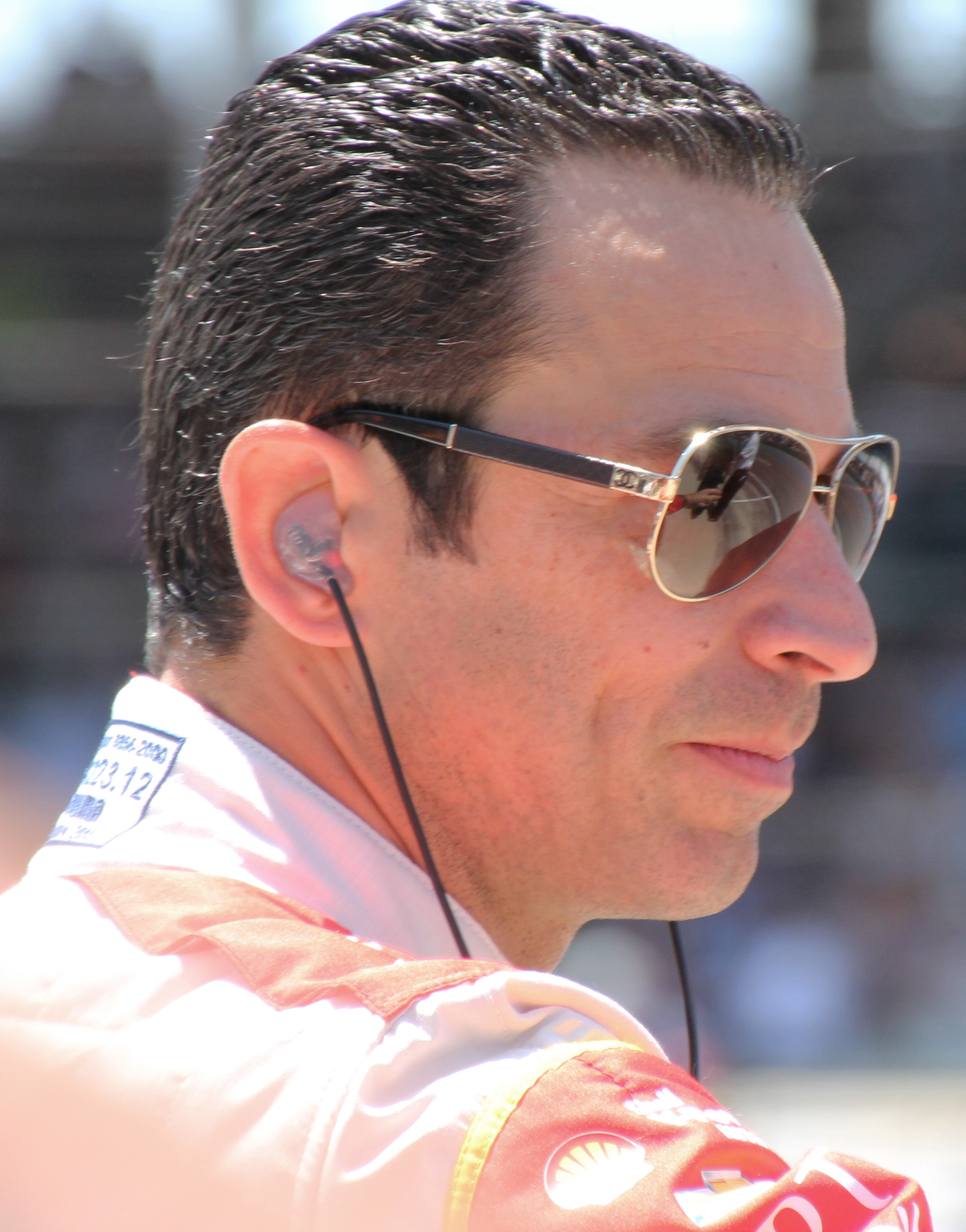
Hélio Castroneves,
geboren in 1975

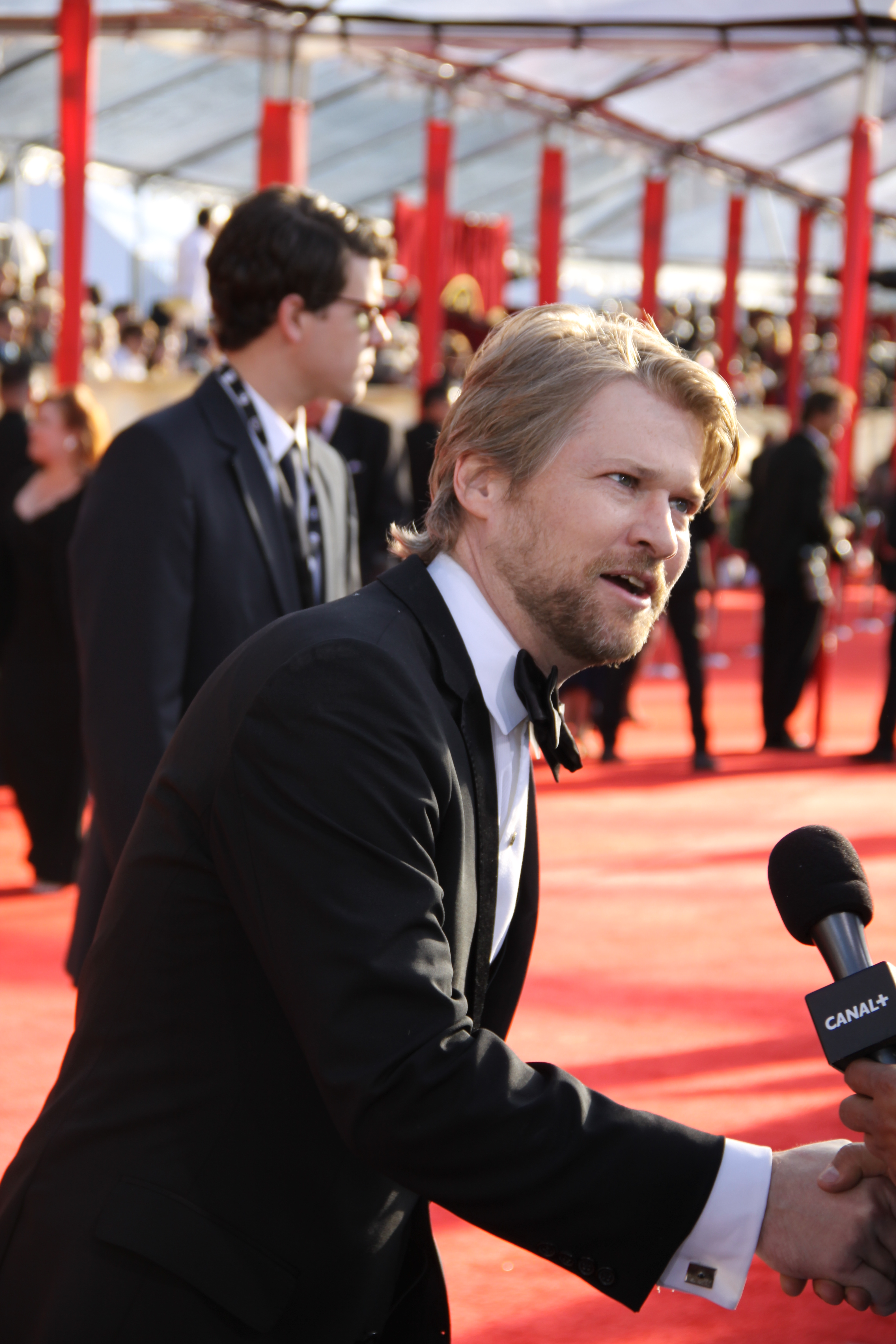
Todd Lowe,
geboren in 1977

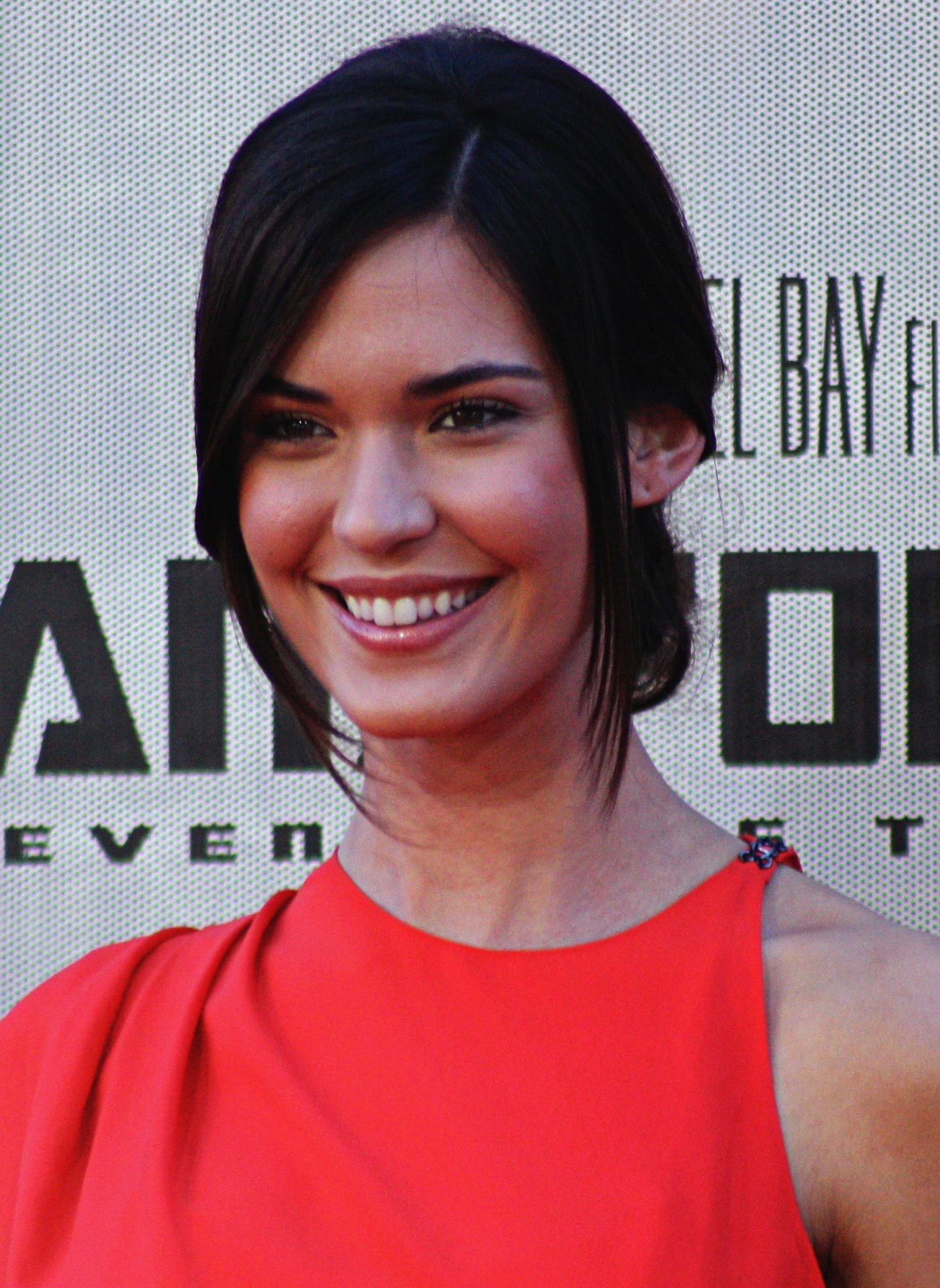
Odette Yustman,
geboren in 1985

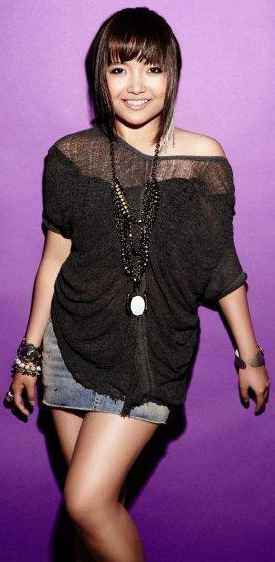
Charice Pempengco,
geboren in 1992

- 214 - Claudius Gothicus, keizer van het Romeinse Keizerrijk (overleden 270)
- 1748 - Louis Jean Pierre Vieillot, Frans ornitholoog (overleden 1831)
- 1760 - Claude Joseph Rouget de Lisle, Frans componist (overleden 1836)
- 1788 - Augustin Jean Fresnel, Frans natuurkundige (overleden 1827)
- 1829 - Heinrich Witte, Nederlands botanicus (overleden 1917)
- 1838 - John Wilkes Booth, Amerikaans acteur en moordenaar van Abraham Lincoln (overleden 1865)
- 1840 - Chadzji Dimitar, Bulgaars revolutionair (overleden 1868)
- 1843 - George Arnold Escher, Nederlands waterbouwkundig ingenieur en vader van graficus Maurits Cornelis Escher (overleden 1939)
- 1856 - Willem Voormolen, Nederlands militair, burgemeester en politiefunctionaris (overleden 1909)
- 1869 - Rudolph Magnus Forwald, Noors componist/organist (overleden 1936)
- 1874 - Leonard Buyst, Belgisch dichter en schrijver (overleden 1918)
- 1876 - Frans Morssink, Nederlands katholiek missionaris in Suriname (overleden 1945)
- 1878 - Gustav Stresemann, Duits politicus en Nobelprijswinnaar (overleden 1929)
- 1886 - Karl Barth, Zwitsers theoloog (overleden 1968)
- 1886 - Felix Manalo, Filipijns geestelijk leider Iglesia ni Cristo (overleden 1963)
- 1887 - J.C. Bloem, Nederlands dichter (overleden 1966)
- 1890 - Alfred Jodl, Duits generaal (overleden 1946)
- 1891 - Anton Dostler, Duits generaal (overleden 1945)
- 1891 - Maximo Kalaw, Filipijns schrijver, bestuurder en politicus (overleden 1955)
- 1895 - Kama Chinen, Japanse; oudste erkende levende mens ter wereld (overleden 2010)
- 1898 - Giacomo Violardo, Italiaans curiekardinaal (overleden 1978)
- 1899 - Fred Astaire, Amerikaans danser en acteur (overleden 1987)
- 1904 - Frieda Belinfante, Nederlands musicus en verzetsstrijdster (overleden 1995)
- 1907 - Daan van Dijk, Nederlands wielrenner (overleden 1986)
- 1913 - Kees Pellenaars, Nederlands wielrenner en ploegleider (overleden 1988)
- 1914 - John James, Brits autocoureur (overleden 2002)
- 1915 - Christiaan Frederik Beyers Naudé, Zuid-Afrikaans blank predikant en strijder tegen het apartheidsregime (overleden 2004)
- 1916 - Milton Babbitt, Amerikaans componist (overleden 2011)
- 1917 - Else Lindorfer, Nederlands kunstschilder (overleden 1965)
- 1917 - Shigeo Sugiura, Japans zwemmer (overleden 1988)
- 1918 - Peter Poreku Dery, Ghanees kardinaal en aartsbisschop van Tamale (overleden 2008)
- 1925 - Coupé Cloué, Haïtiaans zanger (overleden 1998)
- 1925 - Sugako Hashida, Japans scenarioschrijver (overleden 2021)
- 1925 - Hasse Jeppson, Zweeds voetballer (overleden 2013)
- 1925 - Néstor Rossi, Argentijns voetballer (overleden 2007)
- 1926 - Hugo Banzer Suárez, Boliviaans president-dictator (overleden 2002)
- 1926 - Alfreda Markowska, Pools Roma; overlevende van de genocide in WO II (overleden 2021)
- 1928 - Arnold Rüütel, Estisch politicus en president (overleden 2024)
- 1929 - George Coe, Amerikaans acteur (overleden 2015)
- 1929 - Antonine Maillet, Canadees schrijfster en literatuurwetenschapster (overleden 2025)
- 1930 - George E. Smith, Amerikaans natuurkundige en Nobelprijswinnaar (overleden 2025)
- 1931 - Ettore Scola, Italiaans regisseur (overleden 2016)
- 1931 - Yuzo Toyama, Japans componist en dirigent (overleden 2023)
- 1933 - Françoise Fabian, Algerijns-Frans actrice
- 1933 - Sjeng Kremers, Nederlands bestuurder; gouverneur van Limburg 1977-1990
- 1935 - Larry Williams, Amerikaans singer-songwriter (overleden 1980)
- 1937 - Arthur Kopit, Amerikaans toneelschrijver (overleden 2021)
- 1937 - Tamara Press, Oekraïens kogelstootster en discuswerpster (overleden 2021)
- 1938 - Manuel Santana, Spaans tennisser (overleden 2021)
- 1940 - Jan Bank, Nederlands historicus
- 1940 - Wayne Dyer, Amerikaans schrijver en psychotherapeut (overleden 2015)
- 1940 - Herbert Müller, Zwitsers autocoureur (overleden 1981)
- 1941 - Guy Paquot, Belgisch ondernemer (overleden 2019)
- 1942 - Carl Douglas, Jamaicaans zanger
- 1942 - Arend Jan Heerma van Voss, Nederlands acteur, journalist en omroepbestuurder (overleden 2022)
- 1943 - Marten Fortuyn, broer van Pim Fortuyn (overleden 2016)
- 1943 - Hans Ziech, Nederlands basgitarist
- 1943 - Cees van Zijtveld, Nederlands radio-dj (overleden 2024)
- 1944 - Marie-France Pisier, Frans actrice (overleden 2011)
- 1944 - Barcímio Sicupira Júnior, Braziliaans voetballer
- 1945 - Jan de Wit, Nederlands politicus
- 1946 - Donovan, Schots zanger
- 1946 - Graham Gouldman, Engels tekstschrijver en basgitarist van 10cc
- 1946 - Dave Mason, Engels muzikant (o.a. Traffic)
- 1947 - Caroline B. Cooney, Amerikaans schrijfster
- 1947 - Paul Dumont, Belgisch atleet
- 1947 - Jay Ferguson, Amerikaans zanger/muzikant
- 1947 - Jean-Baptiste Kiéthéga, Burkinees archeoloog en geschiedkundige
- 1948 - Meg Foster, Amerikaans actrice
- 1948 - Carla Galle, Belgisch zwemster en politica (overleden 2022)
- 1948 - Samantha, Belgisch zangeres (overleden 2023)
- 1949 - Robert Kreis, Nederlands cabaretier
- 1949 - Miuccia Prada, Italiaans modeontwerpster
- 1950 - Fernando Pereira, Nederlands-Portugees freelance-fotograaf (overleden 1985)
- 1950 - Peter Rietbergen, Nederlands hoogleraar
- 1950 - Hester Verkruissen, marginaal drukker en medewerker van de Universiteitsbibliotheek Groningen (overleden 2012)
- 1951 - Pierre Jonckheer, Belgisch senator en Europees Parlementslid
- 1952 - Kikki Danielsson, Zweeds zangeres
- 1952 - Sly Dunbar, Jamaicaans drummer en producent
- 1952 - Roland Kaiser, Duits schlagerzanger
- 1952 - Vanderlei Luxemburgo, Braziliaans voetballer en voetbaltrainer
- 1953 - Joop Mulder, Nederlands horeca-ondernemer en oprichter van het Oerolfestival (overleden 2021)
- 1954 - Gaby Grotenclaes, Belgisch atlete
- 1954 - Mike Hagerty, Amerikaans acteur (overleden 2022)
- 1954 - Jean Bosco Safari, Belgisch zanger en muzikant
- 1954 - Ramon Stagnaro, Peruviaans gitarist (overleden 2022)
- 1954 - Anatoli Tsjoekanov, Russisch wielrenner (overleden 2021)
- 1955 - Mark David Chapman, Amerikaans moordenaar van John Lennon
- 1957 - Sid Vicious, Engels bassist van Sex Pistols (overleden 1979)
- 1958 - Gaétan Boucher, Canadees schaatser
- 1958 - Hans Pos, Nederlands filmproducent (overleden 2014)
- 1959 - Kåre Bluitgen, Deens schrijver en journalist
- 1959 - Leo de Haas, Nederlands programmamaker en presentator
- 1960 - Bono, Iers zanger van U2
- 1960 - Marc Godfroid, Belgisch jazz-trombonist, mede-oprichter van het Brussels Jazz Orchestra
- 1960 - Herman Leenders, Belgisch dichter en schrijver
- 1960 - John Mieremet, Nederlands crimineel (overleden 2005)
- 1960 - Merlene Ottey, Jamaicaans-Sloveens atlete
- 1961 - Danny Carey, Amerikaans drummer van Tool
- 1961 - Guy Pierre, Belgisch atleet
- 1961 - Johanna ter Steege, Nederlands actrice
- 1962 - Marc Brys, Belgisch voetballer en voetbaltrainer
- 1962 - Rudi Moesen, Belgisch mediafiguur
- 1962 - John Ngugi, Keniaans atleet
- 1962 - Hein Pieper, Nederlands politicus
- 1962 - Meral Uslu, Turks-Nederlands filmmaakster
- 1963 - Quentin Dabson, Engels golfspeler
- 1963 - Sławomir Skrzypek, Pools econoom (overleden 2010)
- 1964 - Mark Andre, Frans componist
- 1964 - Emmanuelle Devos, Frans actrice
- 1965 - Linda Evangelista, Canadees supermodel
- 1966 - Imelda Chiappa, Italiaans wielrenster
- 1966 - Johan Devos, Belgisch wielrenner
- 1966 - Jonathan Edwards, Brits atleet
- 1966 - Bart Missant, Belgisch atleet
- 1967 - Sophia de Boer, Nederlands presentatrice en ex-Miss Holland
- 1967 - Ilse Uyttersprot, Belgisch politica (overleden 2020)
- 1968 - Emilija Kokić, Kroatisch zangeres
- 1968 - Madeleine van Toorenburg, Nederlands politica
- 1969 - Dennis Bergkamp, Nederlands voetballer
- 1969 - Zoran Primorac, Kroatisch tafeltennisser
- 1969 - Bob Sinclar, Frans producer, dj en remixer
- 1970 - Ådne Søndrål, Noors schaatser
- 1970 - Andre Stolz, Australisch golfer
- 1971 - Kim Jong-nam, Noord-Koreaans zoon van de leider Kim Yong-Il (overleden 2017)
- 1971 - Monisha Kaltenborn, Oostenrijks teambaas van het Formule 1-team Sauber
- 1971 - Luan Krasniqi, Kosovaars-Duits bokser
- 1971 - Lam Kam San, Macaus autocoureur
- 1971 - Tomasz Wałdoch, Pools voetballer
- 1972 - Georgi Nemsadze, Georgisch voetballer
- 1972 - Katja Seizinger, Duits alpineskiester
- 1972 - Christian Wörns, Duits voetballer
- 1973 - Richard Liesveld, Nederlands voetbalscheidsrechter
- 1973 - Wayne Mardle, Engels darter
- 1973 - Rüştü Reçber, Turks voetballer
- 1974 - Jürgen Vandewiele, Belgisch atleet
- 1974 - Sylvain Wiltord, Frans voetballer
- 1975 - Hélio Castroneves, Braziliaans autocoureur
- 1975 - Frank Engel, Luxemburgs politicus
- 1976 - Ruth Joos, Belgisch radiopresentatrice
- 1976 - Udo Mechels, Belgisch zanger
- 1976 - Sven Montgomery, Zwitsers wielrenner
- 1976 - Peter Sundberg, Zweeds autocoureur
- 1977 - Nick Heidfeld, Duits autocoureur
- 1977 - Eva Janssen, Nederlands triatlete
- 1977 - Todd Lowe, Amerikaans acteur
- 1977 - Keith Murray, Amerikaans zanger en gitarist
- 1977 - Jiří Štoček, Tsjechisch schaker
- 1978 - Marcelien de Koning, Nederlands zeilster
- 1978 - Reinaldo Navia, Chileens voetballer
- 1978 - Kenan Thompson, Amerikaans acteur
- 1979 - Isabel Blanco, Noors handbalster
- 1979 - Frans Duijts, Nederlands zanger
- 1979 - Marieke Vervoort, Belgisch paralympisch sportster (overleden 2019)
- 1980 - Carlos Bueno, Uruguayaans voetballer
- 1980 - Karoline Dyhre Breivang, Noors handbalster
- 1980 - Kiril Lazarov, Macedonisch handballer
- 1980 - Espen Bugge Pettersen, Noors voetballer
- 1980 - Carina Versloot, Nederlands paralympisch sportster
- 1980 - Olga Zabelinskaja, Russisch wielrenner
- 1981 - Samuel Dalembert, Haïtiaans-Canadees basketballer
- 1981 - Léon Hese, Nederlands voetballer
- 1981 - Humberto Suazo, Chileens voetballer
- 1982 - Adebayo Akinfenwa, Brits voetballer
- 1982 - Evans Cheruiyot, Keniaans atleet
- 1982 - Marc Hennerici, Duits autocoureur
- 1982 - Frazer Will, Canadees judoka
- 1983 - Pavel Eljanov, Oekraïens schaker
- 1983 - Paweł Raczkowski, Pools voetbalscheidsrechter
- 1983 - Civard Sprockel, Nederlands voetballer
- 1984 - Péter Ács, Hongaars schaker
- 1984 - Emmanuel Callender, atleet van Trinidad en Tobago
- 1984 - Sarah Katsoulis, Australisch zwemster
- 1985 - Willem de Bruin, Nederlands rapper en acteur
- 1985 - Edcarlos Conceição Santos (Edcarlos), Braziliaans voetballer
- 1985 - Adrien Deghelt, Belgisch atleet
- 1985 - Anastasiya Skryabina, Oekraïens alpineskiester
- 1985 - Jeffrey Ntuka, Zuid-Afrikaans voetballer (overleden 2012)
- 1985 - Odette Yustman, Amerikaans actrice
- 1987 - Timmo Kranstauber, Nederlands hockeyer
- 1988 - Moestafa El Kabir, Nederlands voetballer
- 1988 - Adam Lallana, Brits voetballer
- 1989 - Marrit Leenstra, Nederlands schaatsster
- 1989 - Timoer Sadredinov, Russisch autocoureur
- 1990 - Stig Broeckx, Belgisch wielrenner
- 1990 - Diego Farias, Braziliaans voetballer
- 1990 - Lauren Potter, Amerikaans actrice
- 1990 - Ivana Španović, Servisch atlete
- 1991 - Kid de Blits, Nederlands rapper
- 1991 - Ray Dalton, Amerikaans zanger en songwriter
- 1991 - Jordan Taylor, Amerikaans autocoureur
- 1991 - Didrik Tønseth, Noors langlaufer
- 1991 - Tim Wellens, Belgisch wielrenner
- 1992 - Charice Pempengco (Charice), Filipijns zangeres
- 1992 - Jonas Pflug, Duits schaatser
- 1992 - Marco Sportiello, Italiaans voetbaldoelman
- 1992 - Okan Özçelik, Turks-Nederlands voetballer
- 1993 - Halston Sage, Amerikaans actrice
- 1994 - Mitchell Gilbert, Australisch autocoureur
- 1994 - Femke Pluim, Nederlands atlete
- 1994 - Debby Willemsz, Nederlands waterpolospeler
- 1995 - Nedim Buza, Bosnisch basketballer
- 1995 - Missy Franklin, Amerikaans zwemster
- 1995 - Jan Lammers, Nederlands voetballer
- 1995 - Aya Nakamura, Malinees-Frans zangeres
- 1995 - Gabriella Papadakis, Frans kunstschaatsster
- 1996 - Kateřina Siniaková, Tsjechisch tennisster
- 1997 - Anna Anvegård, Zweeds voetbalster
- 1997 - Ramon Pascal Lundqvist, Zweeds voetballer
- 1997 - Marcos Senesi, Argentijns voetballer
- 1997 - Enes Ünal, Turks voetballer
- 1998 - Malachi Flynn, Amerikaans basketballer
- 1999 - Rik Melissant, Nederlands organist
- 2000 - MEAU (Meau Hewitt), Nederlands singer-songwriter
- 2002 - Judith Roosjen, Nederlands voetbalster
- 2003 - Floor Spaan, Nederlands voetbalster

## Overleden

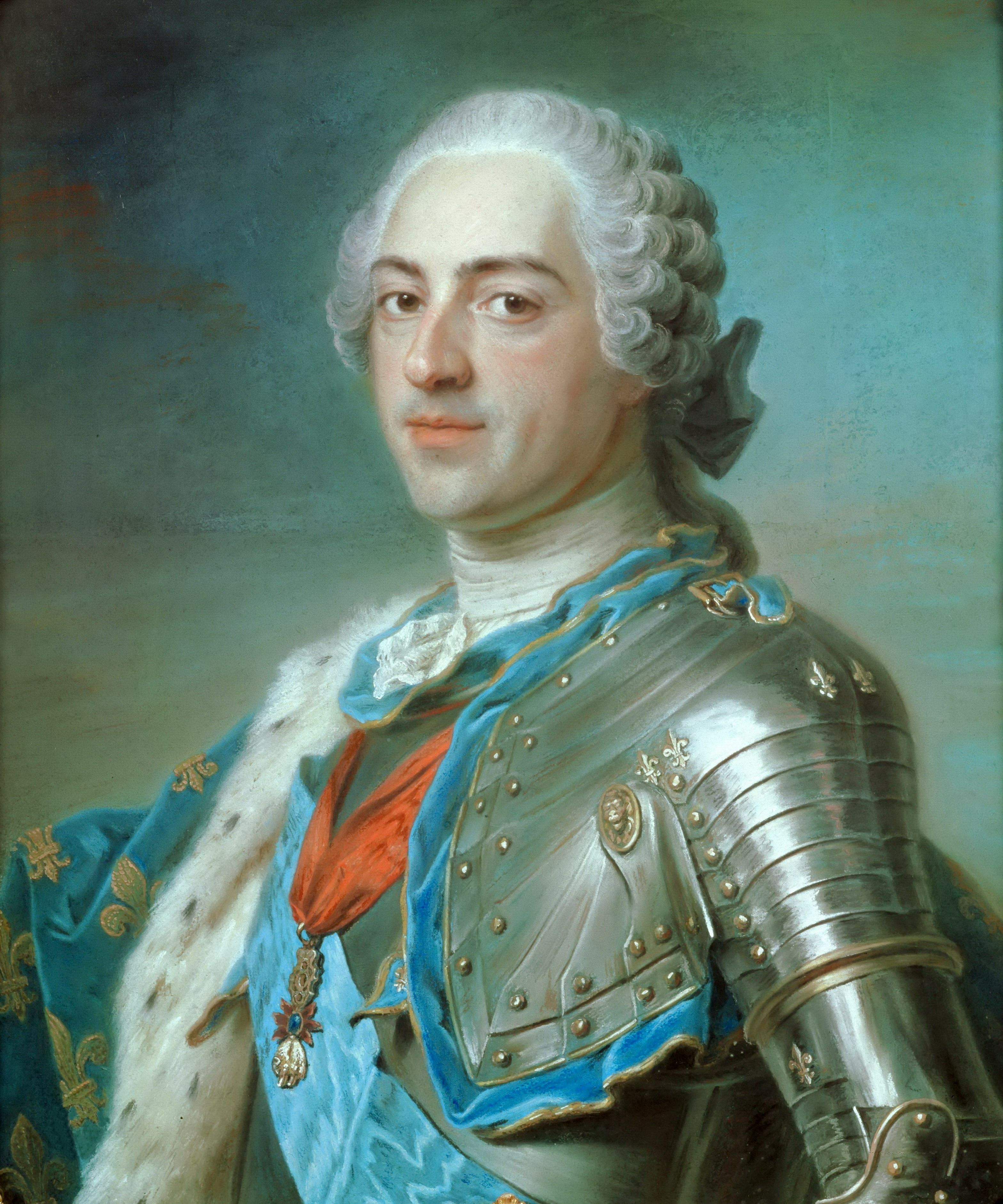
Lodewijk XV van Frankrijk
overleden in 1774

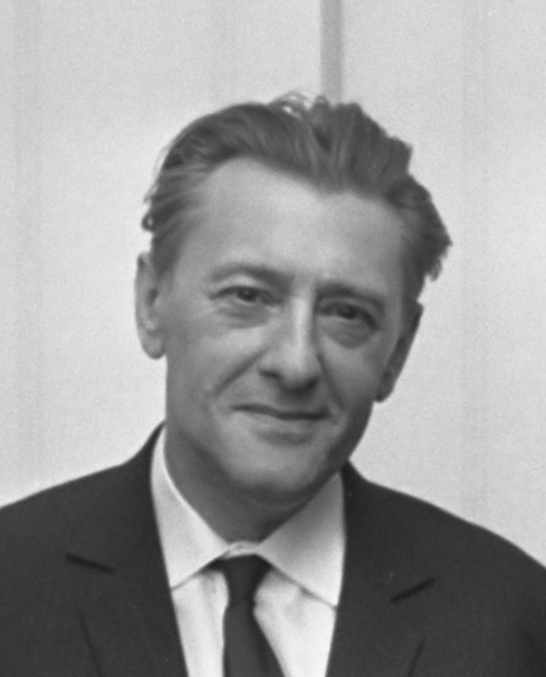
Louis Paul Boon
overleden in 1979

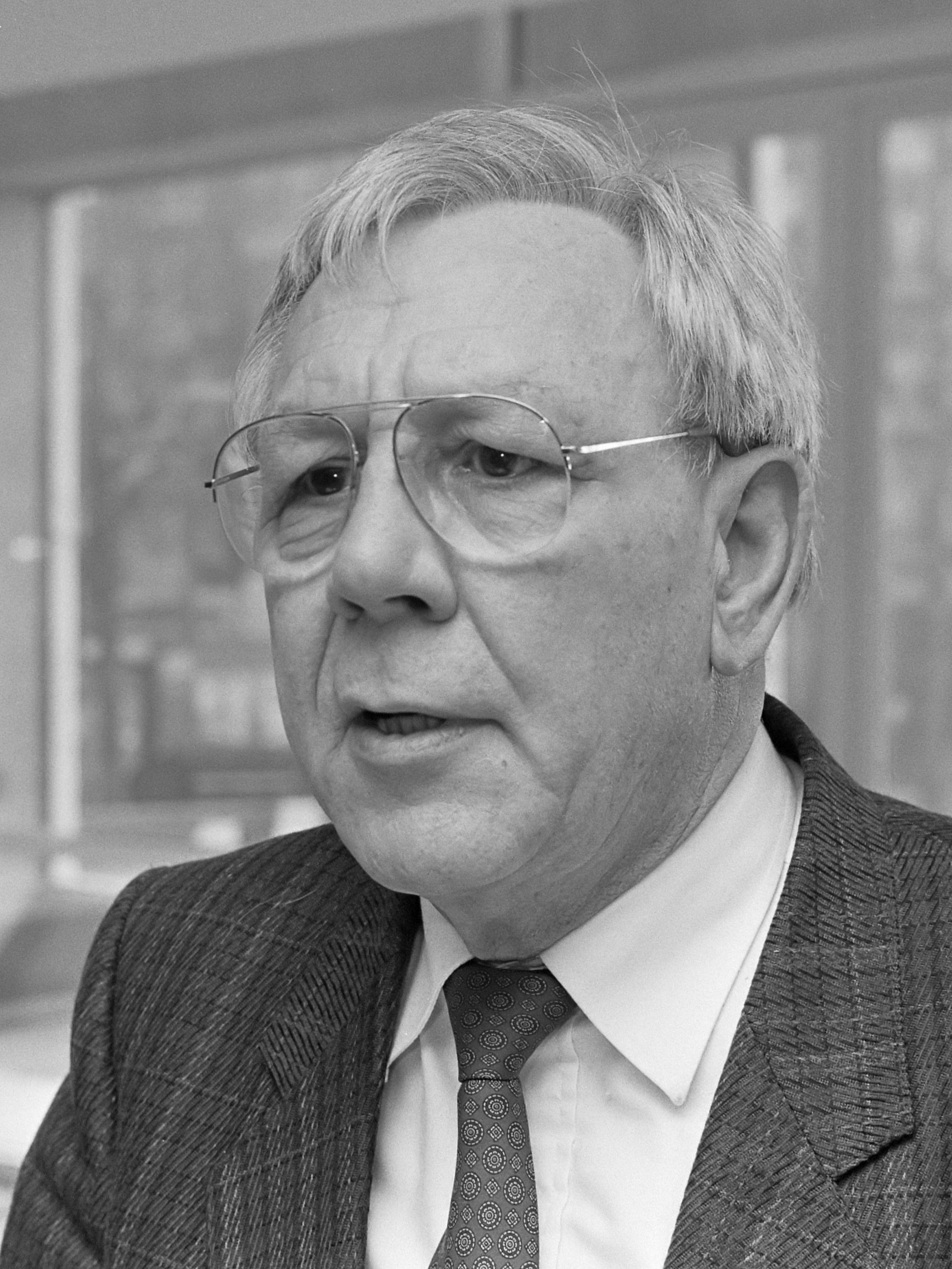
Louis van Gasteren
overleden in 2016

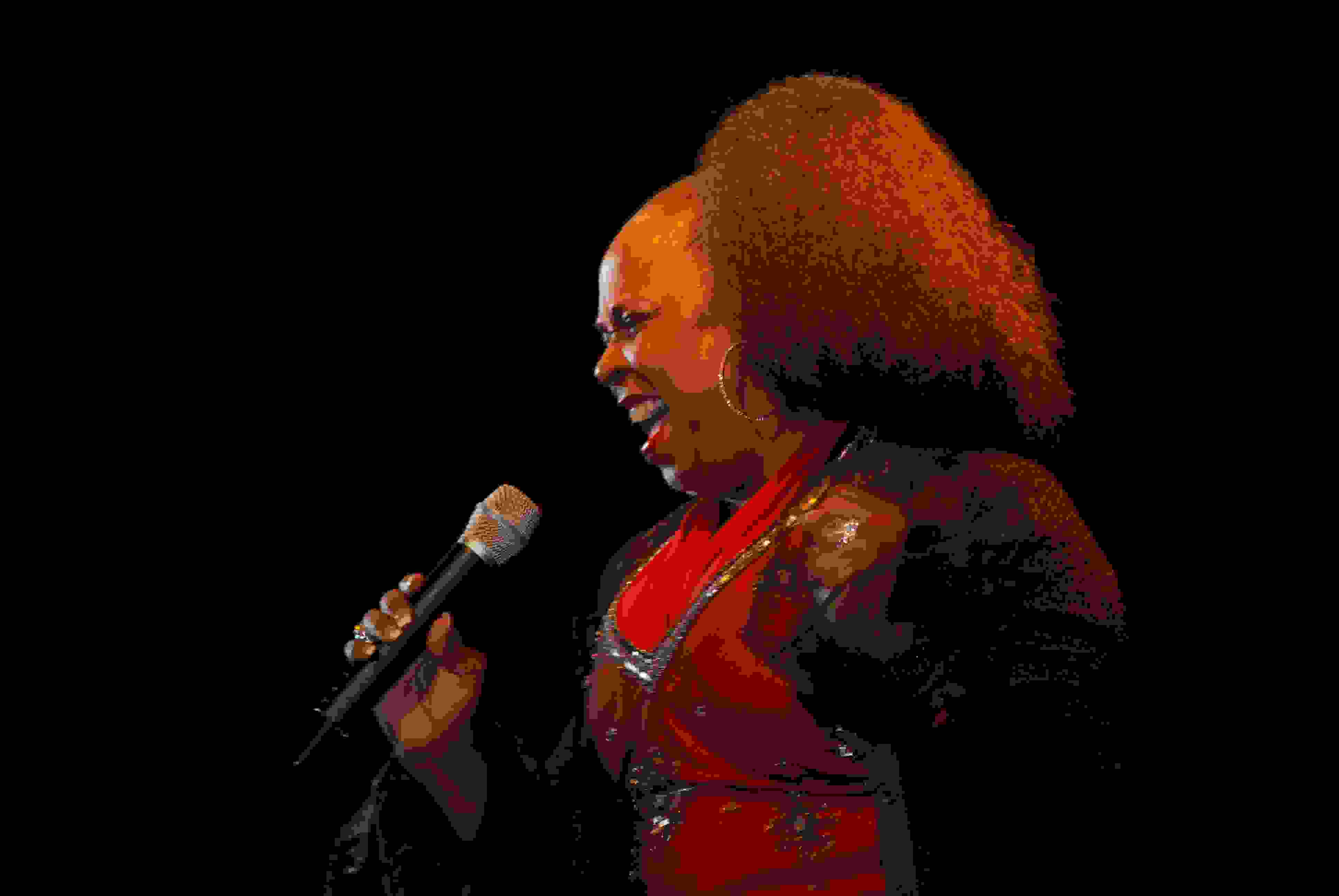
Betty Wright
overleden in 2020

- 1403 - Katherine Swynford (±53), derde vrouw van Jan van Gent
- 1511 - Jan Adornes (66), Belgisch geestelijke
- 1556 - Bernhard van Nassau-Beilstein, graaf van Nassau-Beilstein
- 1764 - Christian Friedrich Henrici (64), Duits dichter
- 1774 - Koning Lodewijk XV van Frankrijk (64)
- 1775 - Caroline Mathilde van Wales (23), Brits prinses
- 1789 - Willem Gommaar Kennis (71), Belgisch violist en componist
- 1818 - Paul Revere (83), Amerikaans kunstenaar en revolutionair
- 1829 - Thomas Young (55), Engels natuurkundige, egyptoloog en arts
- 1904 - Henry Morton Stanley (63), Brits ontdekkingsreiziger
- 1913 - M.C. Davies (77), West-Australisch houtproducent en -handelaar
- 1927 - Harald Hansen (43), Deens voetballer
- 1933 - Maria Theresia van Oostenrijk (70), aartshertogin van Oostenrijk
- 1939 - James Parrott (41), Amerikaans acteur en filmregisseur
- 1945 - Fritz Freitag (51), Duits generaal
- 1945 - Peter van Pels (18), onderduiker in het Achterhuis
- 1951 - José Manuel Izquierdo Romeu (60), Spaans componist
- 1952 - Henricus Lamiroy (68), Belgisch bisschop van Brugge
- 1960 - Erwin Baker (78), Amerikaans motorcoureur
- 1961 - Jan Grijseels sr. (70), Nederlands atleet
- 1963 - Gianfranco Comotti (56), Italiaans autocoureur
- 1965 - Hubertus van Mook (70), Nederlands koloniaal bestuurder en minister
- 1967 - Lorenzo Bandini (31), Italiaans autocoureur
- 1970 - Jim Mayes (50), Amerikaans autocoureur
- 1976 - Jens Bjørneboe (55), Noors schrijver
- 1977 - Joan Crawford (73), Amerikaans actrice
- 1979 - Louis Paul Boon (67), Belgisch schrijver en schilder
- 1981 - Nikolaj Tisjtsjenko (54), Sovjet voetballer
- 1982 - Peter Weiss (65), Duits-Zweeds schrijver, beeldend kunstenaar en graficus
- 1984 - Joaquim Agostinho (41), Portugees wielrenner
- 1985 - Antonio Branca (68), Zwitsers autocoureur
- 1988 - Joop van der Ven (80), Nederlands jurist, hoogleraar in Utrecht
- 1994 - John Wayne Gacy (52), Amerikaans seriemoordenaar
- 1994 - Lucebert (69), Nederlands schilder, dichter, tekenaar en lithograaf
- 1998 - Theophile Blankers (84), Belgisch voetballer
- 1998 - Cesare Perdisa (65), Italiaans autocoureur
- 1999 - Shel Silverstein (68), Amerikaans dichter en componist
- 2004 - Orvar Bergmark (73), Zweeds voetballer, voetbaltrainer en bandyspeler
- 2005 - Marten Eibrink (63), Nederlands voetbalclubvoorzitter
- 2006 - Theo Kraan (60), Nederlands beleggingsdeskundige
- 2006 - Abe Rosenthal (84), Amerikaans columnist, journalist en redacteur
- 2008 - Ole Fritsen (66), Deens voetballer
- 2009 - Mellie Uyldert (100), Nederlands astrologe
- 2011 - Mia Amber Davis (36), Amerikaans actrice
- 2011 - Zim Ngqawana (51), Zuid-Afrikaans jazzmusicus
- 2012 - Günther Kaufmann (64), Duits acteur
- 2012 - Jan Kommandeur (82), Nederlands hoogleraar fysische chemie
- 2012 - Joyce Redman (96), Brits actrice
- 2012 - Carroll Shelby (89), Amerikaans coureur en ontwerper/bouwer van auto's
- 2013 - Hugh William Mackay (75), Brits politicus
- 2014 - Carmen Argibay (74), Argentijns jurist
- 2014 - Francisco Sobrino (82), Spaans-Argentijns beeldhouwer
- 2015 - Rein van den Broek (69), Nederlands componist en trompettist
- 2015 - Chris Burden (69), Amerikaans beeldhouwer
- 2016 - Louis van Gasteren (93), Nederlands filmmaker, -producent en beeldend kunstenaar
- 2016 - Ilkka Hanski (63), Fins ecoloog
- 2016 - Dik Herberts (85), Nederlands voetballer
- 2016 - Jaap Koops (76), Nederlands dirigent, muziekpedagoog en trompettist
- 2016 - Riki Sorsa (63), Fins zanger
- 2016 - Motiur Rahman Nizami (73), Bengalees moslimleider
- 2017 - Geoffrey Bayldon (93), Brits acteur
- 2017 - Emmanuèle Bernheim (61), Frans schrijfster
- 2019 - Anatol Herzfeld (88), Duits beeldhouwer
- 2019 - Alfredo Pérez Rubalcaba (67), Spaans politicus
- 2020 - Betty Wright (66), Amerikaans soulzangeres
- 2020 - Abraham Yakin (95), Israëlisch beeldend kunstenaar en graficus
- 2021 - Marc Daniëls (61), Belgisch striptekenaar
- 2021 - Michel Fourniret (79), Frans seriemoordenaar
- 2021 - Néstor Montelongo (66), Uruguayaans voetballer
- 2021 - Svante Thuresson (84), Zweeds jazzzanger
- 2022 - John Cripps (95), Brits-Australisch landbouwkundige en wetenschapper
- 2022 - Sandra Greatbatch (76), Welsh dartspeelster
- 2022 - Leonid Kravtsjoek (88), president van Oekraïne
- 2022 - Gerrie Welbedacht (98), Nederlands verzetsstrijder
- 2023 - Hedy Gubbels (72), Nederlands beeldend kunstenares
- 2023 - Ian Hacking (87), Canadees filosoof
- 2023 - Rolf Harris (93), Australisch muzikant, televisie-entertainer en schilder
- 2023 - Leen Pfrommer (87), Nederlands schaatscoach

## Viering/herdenking
- Katholieke kalender:

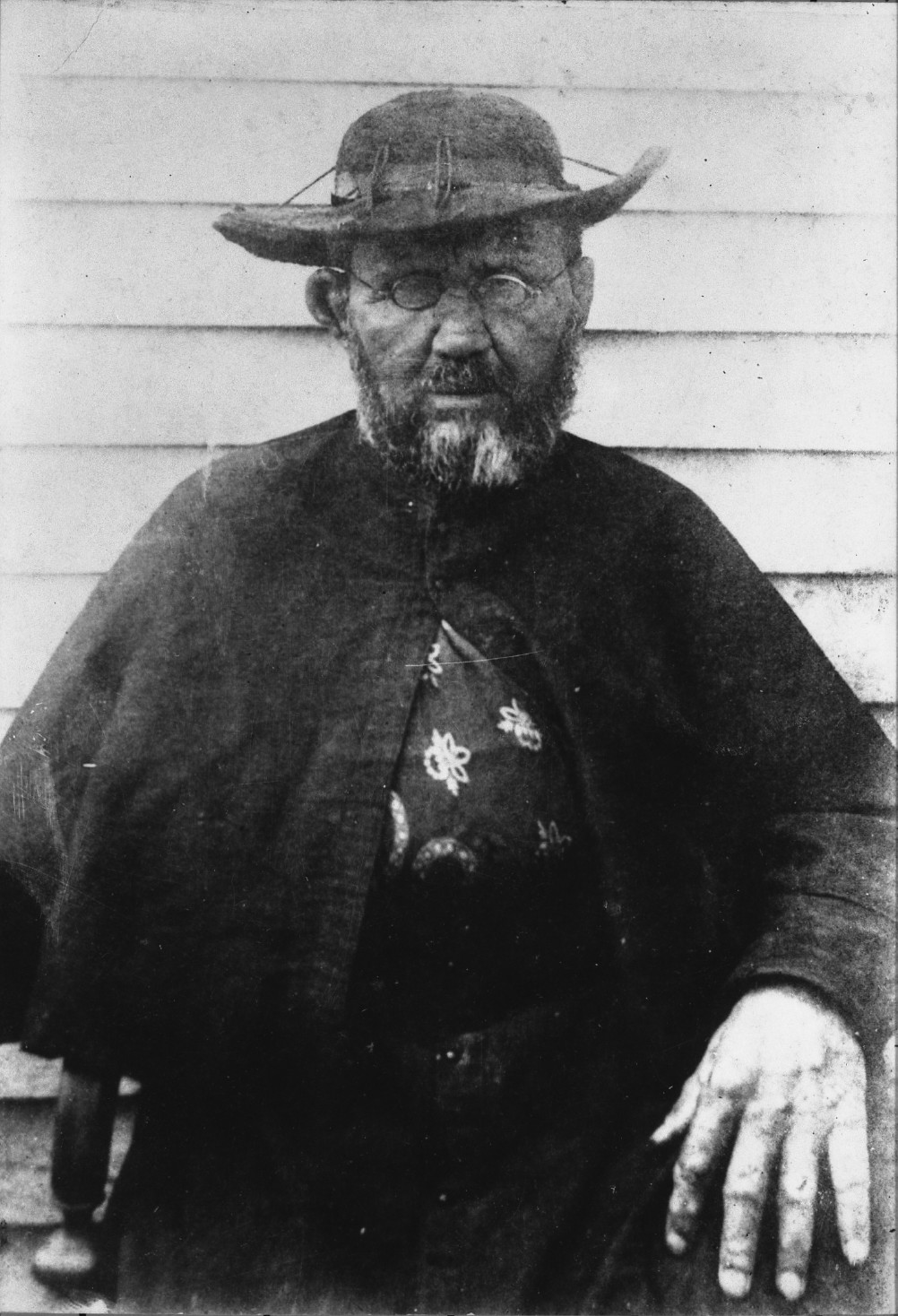
H. Pater Damiaan

  - Heilige Pater Damiaan (Jozef de Veuster) († 1889) - Gedachtenis in België
  - Heilige Johannes van Ávila († 1569) - Gedachtenis
  - Heilige Solange (van Bourges) († 880)
  - Heilige Job
  - Heiligen martelaren van Rome: Gordianus en Epimachus († c. 250 resp. 362)
  - Heilige Comgall van Bangor († 601)
  - Zalige Beatrix d'Este († 1226)

## Weerextremen

### Nederland
| | Officiële records | Officiële records | Officiële records |      | Landelijke records | Landelijke records | Landelijke records              |
| Gebeurtenis | Jaar              | Extreem           | Locatie           | Jaar | Extreem            | Locatie            |                                 |
| --- | ----------------- | ----------------- | ----------------- | ---- | ------------------ | ------------------ | ------------------------------- |
| Laagste etmaalgemiddelde temperatuur (°C) | 1928              | 4,8               | De Bilt           |      | 1928               | 3,7                | Maastricht                      |
| Hoogste etmaalgemiddelde temperatuur (°C) | 1954              | 21,0              | De Bilt           |      | 1945 1998, 2008    | 21,6               | Maastricht Eindhoven            |
| Laagste minimumtemperatuur (°C) | 1920              | −1,5              | De Bilt           |      | 1980               | −2,1               | Eelde                           |
| Hoogste minimumtemperatuur (°C) | 2016              | 15,4              | De Bilt           |      | 2012 2016          | 15,8               | Westdorpe, Woensdrecht Schiphol |
| Laagste maximumtemperatuur (°C) | 1984              | 9,5               | De Bilt           |      | 1996               | 7,2                | Nieuw Beerta                    |
| Hoogste maximumtemperatuur (°C) | 1976              | 28,9              | De Bilt           |      | 1976               | 31,6               | Volkel                          |
| Hoogste uurgemiddelde windsnelheid (m/s) | 1943              | 16,5              | De Bilt           |      | 1955               | 20,6               | Eindhoven                       |
| Hoogste windstoot (m/s) | 1956              | 21,6              | De Bilt           |      | 2014               | 25,0               | Vlakte van De Raan              |
| Langste zonneschijnduur (uur) | 1980              | 14,5              | De Bilt           |      | 1980               | 14,7               | De Kooy                         |
| Langste neerslagduur (uur) | 1972              | 11,7              | De Bilt           |      | 1996               | 15,9               | Hoorn Terschelling              |
| Hoogste etmaalsom van de neerslag (mm) | 1913              | 17,8              | De Bilt           |      | 2023               | 26,0               | Eindhoven                       |
| Laagste etmaalgemiddelde relatieve vochtigheid (%) | 1941              | 43                | De Bilt           |      | 1919               | 37                 | Eelde                           |
| Laagste uurwaarde luchtdruk op zeeniveau (hPa) | 1983              | 996,1             | De Bilt           |      | 1983               | 994,7              | Vlissingen                      |
| Hoogste uurwaarde luchtdruk op zeeniveau (hPa) | 1934              | 1032,8            | De Bilt           |      | 1980               | 1033,4             | Eelde, Leeuwarden               |
| Officiële records worden altijd gemeten op het KNMI-weerstation in De Bilt. Landelijke records kunnen worden gemeten op elk officieel KNMI-weerstation in Nederland. |                   |                   |                   |      |                    |                    |                                 |

Uitzonderlijke gebeurtenissen
- 1942 - Eerste officiële warme dag van het jaar (maximumtemperatuur ≥ 20 °C in De Bilt)
- 1948 - Eerste officiële zomerse dag van het jaar (maximumtemperatuur ≥ 25 °C in De Bilt)
- 1954 - Eerste officiële zomerse dag van het jaar (maximumtemperatuur ≥ 25 °C in De Bilt)
- 1981 - Eerste officiële zomerse dag van het jaar (maximumtemperatuur ≥ 25 °C in De Bilt)
- 2001 - Eerste officiële zomerse dag van het jaar (maximumtemperatuur ≥ 25 °C in De Bilt)
- 2023 - Officieel laagste uurwaarde luchtdruk op zeeniveau in hPa van mei dit jaar gemeten in De Bilt: 1008,1. Samen met 9 mei
- 2023 - Landelijk laagste uurwaarde luchtdruk op zeeniveau in hPa van mei dit jaar gemeten in Hoorn Terschelling en Leeuwarden: 1006,5

### België
Dagrecords
- 1879 - Laagste etmaalgemiddelde temperatuur 3,9 °C
- 1959 - Hoogste etmaalgemiddelde temperatuur 21,2 °C
- 1928 - Laagste minimumtemperatuur 0,8 °C
- 1998 - Hoogste maximumtemperatuur 28 °C
- 1889 - Hoogste etmaalsom van de neerslag 29,5 mm

Uitzonderlijke gebeurtenissen
- 1978 - Natste mei-decade van de eeuw, met 98,3 mm neerslag in Ukkel.
- 2012 - Een tornado die van Zaffelare (Lochristi) naar Desteldonk (Gent) trekt richt lokaal schade aan.

<< · 1 · 2 · 3 · 4 · 5 · 6 · 7 · 8 · 9 · 10 · 11 · 12 · 13 · 14 · 15 · 16 · 17 · 18 · 19 · 20 · 21 · 22 · 23 · 24 · 25 · 26 · 27 · 28 · 29 · 30 · 31 · >>